# Lispe tuberculitarsis
Lispe tuberculitarsis är en tvåvingeart som beskrevs av Stein 1913. Lispe tuberculitarsis ingår i släktet Lispe och familjen husflugor. Inga underarter finns listade i Catalogue of Life.